# Aphaenogaster sommerfeldti
Aphaenogaster sommerfeldti é uma espécie de inseto do gênero Aphaenogaster, pertencente à família Formicidae.